# Universitatea Națională Eurasiatică L.N. Gumiliov
Universitatea Națională Eurasiatică L.N. Gumiliov (ENU) (în kazahă Л.Н. Гумилёв атындағы Еуразия ұлттық университеті (ЕҰУ), în rusă Евразийский национальный университет имени Л.Н. Гумилёва (ЕНУ)) este o universitate națională de cercetare kazahă și cea mai mare instituție de învățământ superior din Astana.
Universitatea a fost fondată pe 23 mai 1996, ca rezultat al fuziunii dintre Institutul de Inginerie Civilă din Akmola și Institutul Pedagogic din Akmola. A fost numită Universitatea Eurasiatică L.N. Gumiliov în onoarea ideii Uniunii Eurasiatice și a lui Lev Gumiliov, un istoric și etnolog care a fost un adept timpuriu al eurasianismului.[3] Ca rezultat al fuziunii cu Academia de Diplomație a Ministerului Relațiilor Internaționale al Kazahstanului în anul 2000, a fost redenumită Universitatea de Stat Eurasiatică L.N. Gumiliov, iar în 2001, universitatea a obținut statutul de universitate națională și a fost redenumită Universitatea Națională Eurasiatică L.N. Gumiliov.
ENU oferă studii universitare și postuniversitare în domeniile științe umaniste, științe sociale, științe naturale, inginerie și științe militare.
În 2021, Universitatea Națională Eurasiatică L.N. Gumilyov a fost inclusă în Top 500 al universităților din lume.
ENU include 28 de instituții științifice (institute de cercetare, laboratoare, centre), 13 facultăți, Departamentul Militar și centre culturale și educaționale ale diferitelor țări. Universitatea oferă programe de licență, masterat și doctorat.
Universitatea admite atât studenți bursieri, cât și studenți cu finanțare privată. Universitatea oferă 65 de programe de licență, 68 de programe de masterat și 38 de programe de doctorat.

## Istorie
ENU a fost fondată pe 23 mai 1996, la inițiativa lui Nursultan Nazarbaev, președintele Republicii Kazahstan, prin fuziunea a două universități: Institutul de Inginerie Civilă din Akmola și Institutul Pedagogic din Akmola. Universității i s-a acordat statutul special de universitate națională prin Decretul Prezidențial din 5 iulie 2001.

## Date cheie
- ENU este considerată o instituție de învățământ superior de nivel internațional din anul 2000.
- Filiala kazahă a Universității de Stat din Moscova a fost deschisă pe baza Universității Naționale Eurasiatice în anul 2000.
- Muzeul-Cabinet de Studiu Lev Gumiliov a fost deschis la ENU la inițiativa rectorului Mîrzatai Joldasbekov, pe 1 octombrie 2002.
- Bustul lui Gumiliov a fost instalat în clădirea administrativă și de învățământ a ENU în septembrie 2008.
- Al XI-lea Congres al Asociației Eurasiatice a Universităților a avut loc la ENU pe 10 martie 2009.

## Facultăți
- Școala de Tehnologii Informaționale
- Școala de Științe Naturale
- Școala de Economie
- Școala de Filologie
- Școala de Drept
- Școala de Mecanică și Matematică
- Școala de Jurnalism și Științe Politice
- Școala de Transport și Energie
- Școala de Arhitectură și Construcții
- Școala de Relații Internaționale
- Școala de Fizică și Științe Tehnice
- Școala de Științe Sociale
- Școala de Istorie
- Departamentul Militar

## Unități de cercetare

### Inginerie-tehnică
- Institutul de Cercetări Științifice Geotehnice
- Institutul de Cercetări Științifice de Expertiză
- Laboratorul de Cercetare și Proiectare "Tehnologie, mecanizare și automatizare a proceselor de construcție și transport"

### Natural-tehnic
- Institutul Matematic Eurasiatic
- Institutul de Matematică Teoretică și Computații Științifice
- Institutul de Cercetări Fundamentale
- Institutul de Fizică și Tehnologii Înalte
- Centrul Internațional Eurasiatic de Fizică Teoretică
- Institutul de Cercetare în Chimie Bioorganică
- Institutul de Biologie Celulară și Tehnologie Biochimică
- Institutul de Biologie Experimentală și Ecologie
- Laboratorul de Inginerie al Universității Naționale Eurasiatice L.N. Gumiliov

### Socio-uman
- Centrul de Cercetări Eurasiatice în Domeniul Științelor Umaniste
- Centrul de Cercetare "Biblioteca Otyrar"
- Institutul de Cultură și Patrimoniu Spiritual "Alash"
- Institutul de Cercetare Arheologică K.A. Akishev
- Institutul Confucius
- Centrul de Cercetare în Turcologie și Altaistică
- Laboratorul de Comunicare Interculturală și Lingvistică Aplicată

### Socio-economic
- Laboratorul de Sociologie și Studii Urbane
- Centrul de Expertiză și Cercetare Juridică a Proiectelor de Legi
- Institutul de Cercetare a Problemelor Jurnalismului
- Laboratorul Științific și de Cercetare în Econometrie
- Centrul de Studii Internaționale și Regionale
- Institutul de Cercetări Moderne

## Cooperare internațională
Cooperarea internațională a ENU se bazează pe 268 de contracte cu universități partenere din Europa, Asia, America, 23 de centre științifice și institute de cercetare, precum și ambasade, fonduri științifice și educaționale internaționale. ENU cooperează cu programatori precum domnul Serik de la NIS și universități precum Cambridge, University of Sussex, Universitatea de Stat din Moscova Lomonosov, Universitatea din Bologna, Universitatea Tehnică din Berlin, Universitatea din Valenciennes, Universitatea din Busan, Universitatea din Wuhan, Universitatea din Calgary etc.
ENU este membru cu drepturi depline al asociațiilor și consorțiilor internaționale:
- Asociația Eurasiatică a Universităților
- Observatorul IREG privind Clasamentul Academic și Excelența
- Observatorul Magnum Charter Universitatum
- Universitatea Rețea a CSI
- Universitatea Organizației de Cooperare de la Shanghai
- Consorțiul universităților din țările europene
- Impactul Academic al Națiunilor Unite (UNAI)
- STAR-NET
- Consiliul Universităților Turcice
- Consorțiul Național Interuniversitar pentru Telecomunicații
- Asociația Universităților Asiatice

## Muzee

### Muzeul Scrierii Turcice
Muzeul Scrierii Turcice al ENU este o unitate științifică, educațional-auxiliară și cultural-educațională a universității. A fost deschis pe 18 septembrie 2003. Expozițiile muzeului de istorie a scrierii turcice sunt axate pe învățarea istoriei literelor. Aici este adunat bogatul patrimoniu al culturii mondiale - mostre utilizate de popoarele turcice din spațiul eurasiatic. Cofondatorii civilizației nomade eurasiatice a popoarelor turcice din istorie au sugerat ideea de „Ale Etern”. Ei vorbeau cele 26 de limbi înrudite care proveneau dintr-o singură rădăcină și au folosit 16 sisteme de scriere încă din cele mai vechi timpuri. Primele cuvinte turcice au fost înregistrate în litere și au devenit baza evoluției ulterioare a sistemului lingvistic turcic încă din secolele V și IV î.Hr. Printre exponatele valoroase ale muzeului se numără inscripții pe pietre din diferite perioade, din epoca Kangly (secolul II î.Hr.) până în secolul al XIX-lea. Acestea au fost aduse din Mongolia, Xian și Altay.

### Muzeul-cabinet de studiu Lev Gumiliov
Muzeul-cabinet de studiu Lev Gumiliov al universității a fost deschis pe 1 octombrie 2002. Cercetători ai operei savantului, precum E. Dilmuhamedova, M. Novgorodova, M. Kozîreva, V. Bilicenko, E. Maslova, au contribuit la înființarea muzeului. În 2004, Natalia Gumileva, soția lui Lev Gumiliov, a donat Universității Naționale Eurasiatice biroul moscovit al savantului: un birou, o mașină de tipărit cu care savantul și-a publicat lucrările („Continental”), un fotoliu, o bibliotecă, cărți, fotografii și diverse obiecte memoriale (sculpturi, vaze, sticle).
Fundația muzeului-cabinet conține înregistrări personale și cărți din biblioteca personală a lui Lev Gumiliov, cărți pe care le-a scris (un tratat «Этногенез и биосфера Земли» („Etnogeneza și biosfera Pământului”), «Степная Трилогия» („Trilogia Stepei”), «Древняя Русь и Великая степь» („Rusia antică și Marea Stepa”), «Открытие Хазарии» („Descoperirea Hazariei”), «Тысячелетие вокруг Каспия» („Un mileniu în jurul Mării Caspice”), «Арабески истории» („Arabescuri ale istoriei”), etc.), fotografii din diverse expediții arheologice, filme despre savant, casete video cu înregistrări ale tele-ciclurilor despre istoria popoarelor turcice și a popoarelor din Asia Centrală și funeraliile lui Lev Gumiliov (20 iunie 1992). Muzeul-cabinet este vizitat anual de zeci de delegații străine, sute de mii de oameni de stat, oameni de știință, studenți, tineri cercetători. Sala muzeului este folosită ca laborator activ al Departamentului de Studii Eurasiatice. Pe 1 octombrie 2012, universitatea a sărbătorit centenarul nașterii savantului, autorul teoriei pasionarismului, Lev Gumiliov.

## Clasamente internaționale
- QS World University Ranking - 418
- QS Top 50 Under 50 - 35
- University Ranking by Academic Performance - 1893
- Webometrics Ranking of World Universities - 1895
- QS Emerging Europe and Central Asia University Ranking - 33
- QS Ranking by Subjects “Physics & Astronomy” - top-500